# Wienhausen
Wienhausen (Nederduits: Wienhusen) is een gemeente in de Duitse deelstaat Nedersaksen. De gemeente is het bestuurscentrum van de Samtgemeinde Flotwedel, behorend bij de Landkreis Celle.
Wienhausen telt 4.066 inwoners en ligt aan de Aller. Tot de gemeente behoren de Ortsteile Wienhausen, Oppershausen (Oppershusen), Offensen (Uffenhusen), Schwachhausen (Swachhusen), Nordburg (O'erborch) en Bockelskamp (inclusief de nederzetting Flackenhorst). Dit laatste dorpje ligt ruim 2 km ten westen van Wienhausen, aan een weg , die nog 2 km verderop op de Bundesstraße 214 uitkomt; daar kan men rechts afslaan om 5 km verder naar het noordwesten de stad Celle te bereiken. 
De gemeente grenst in het noorden aan o.a. Lachendorf. 

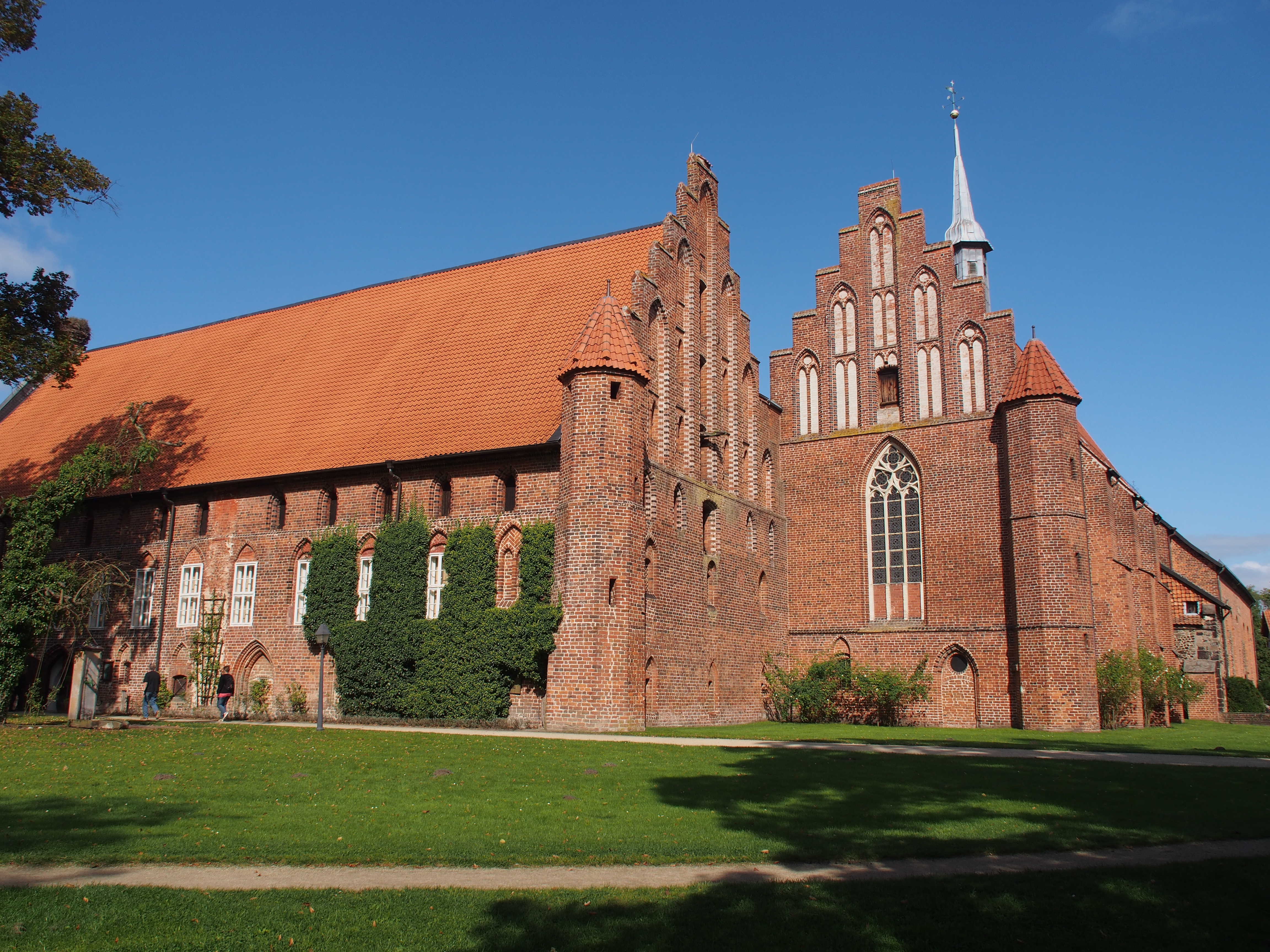
Klooster Wienhausen
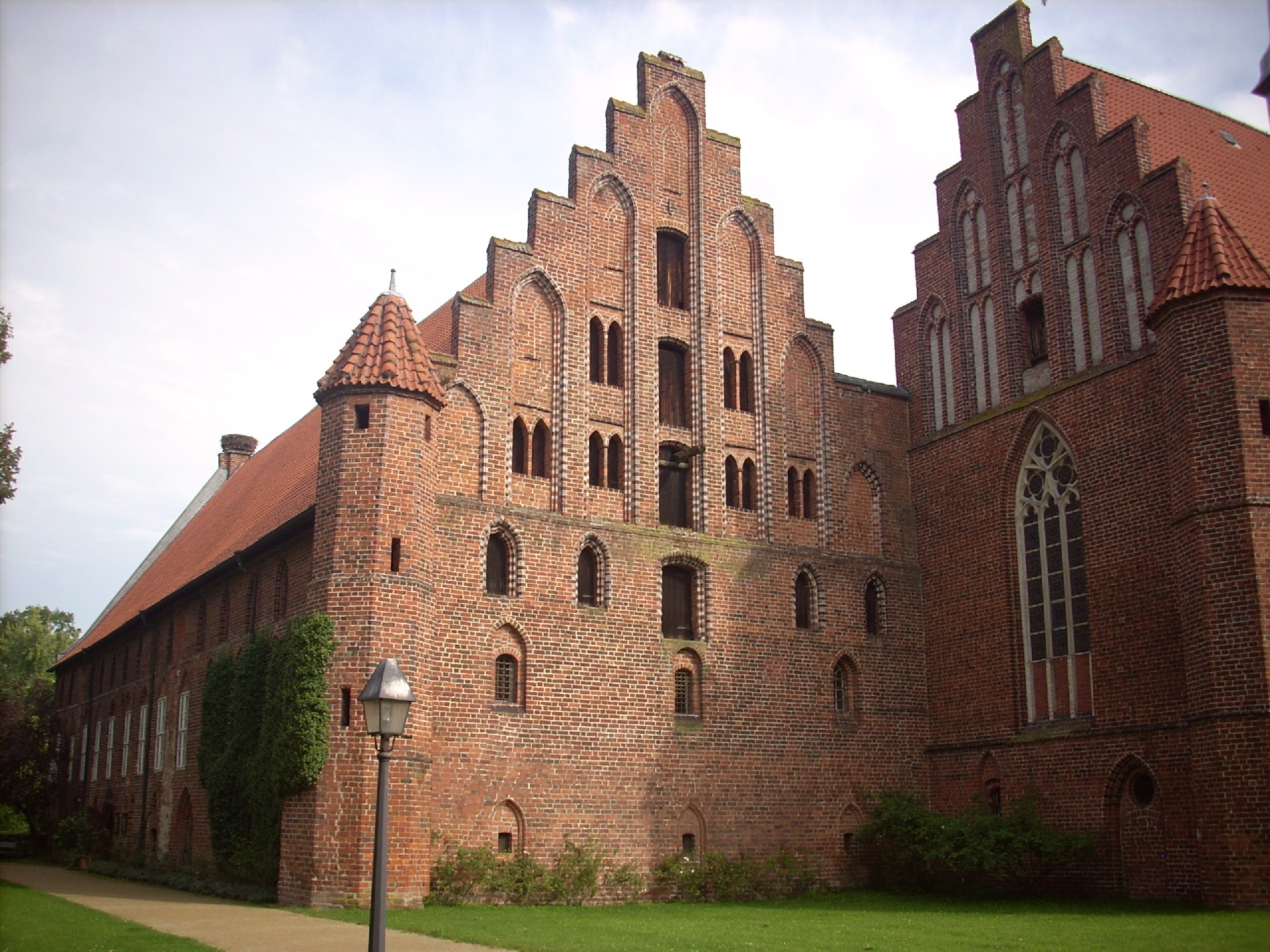
Zuid- en westgevel van het klooster
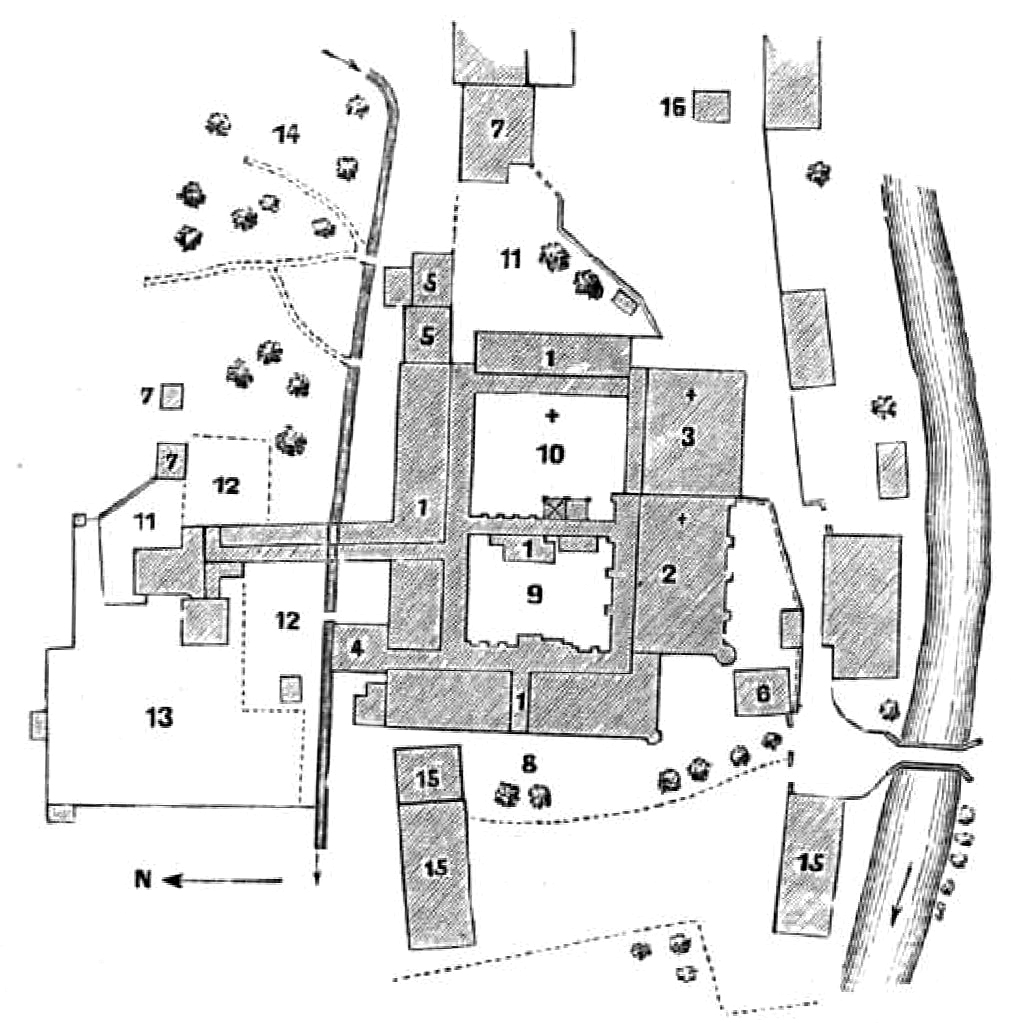
Plattegrond klooster
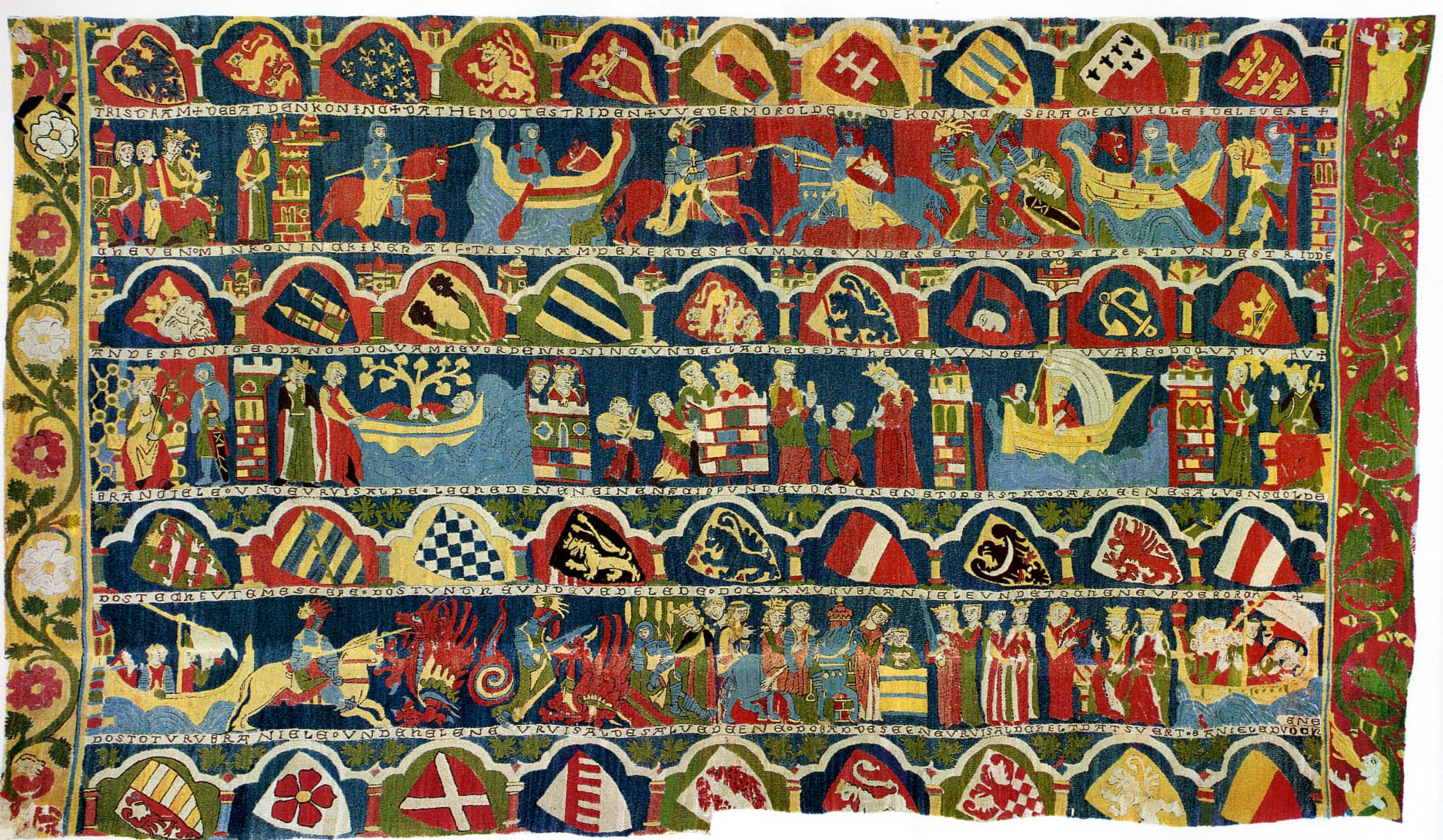
Het Tristan-tapijt in dit klooster
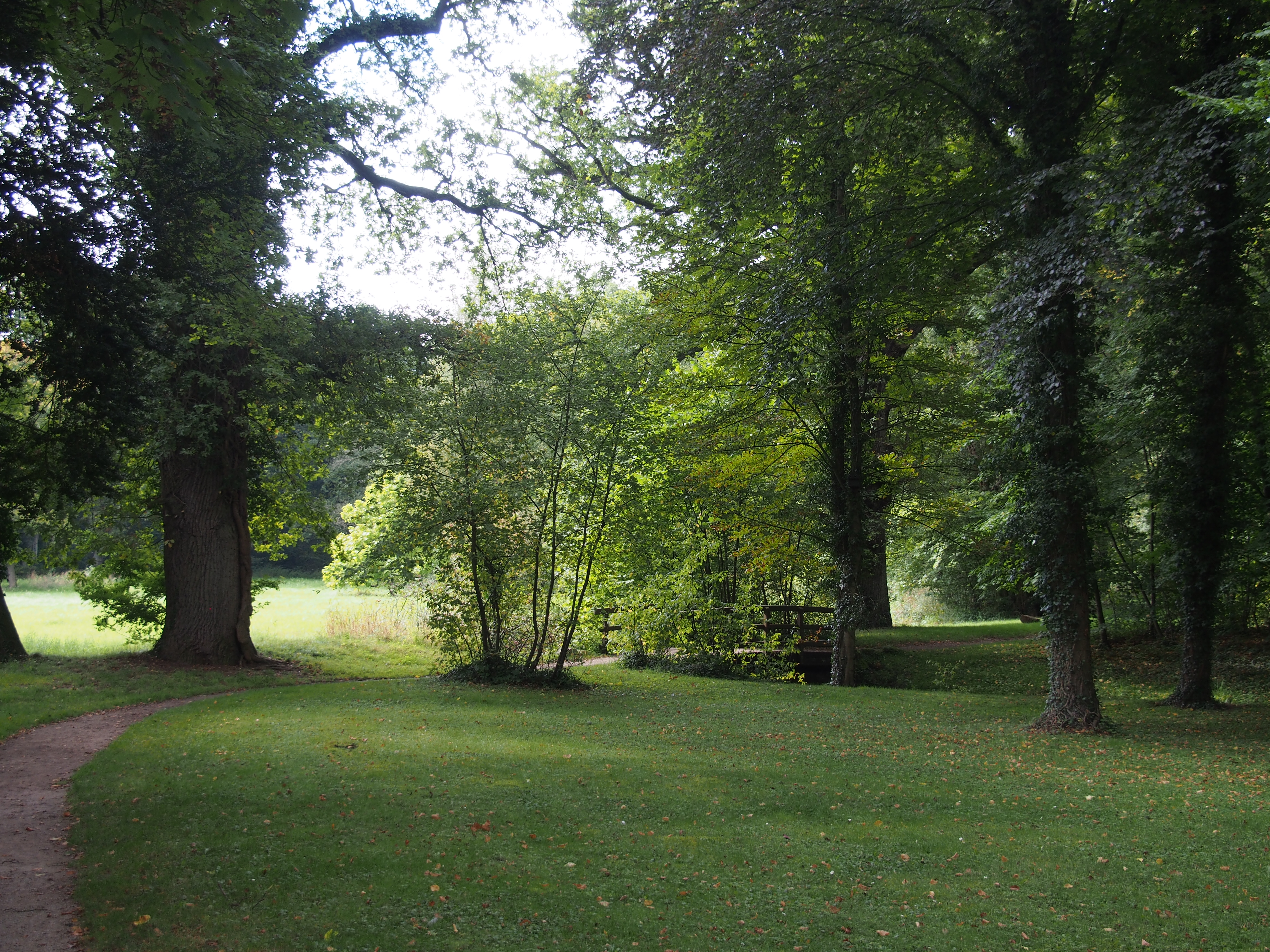
Kloosterpark
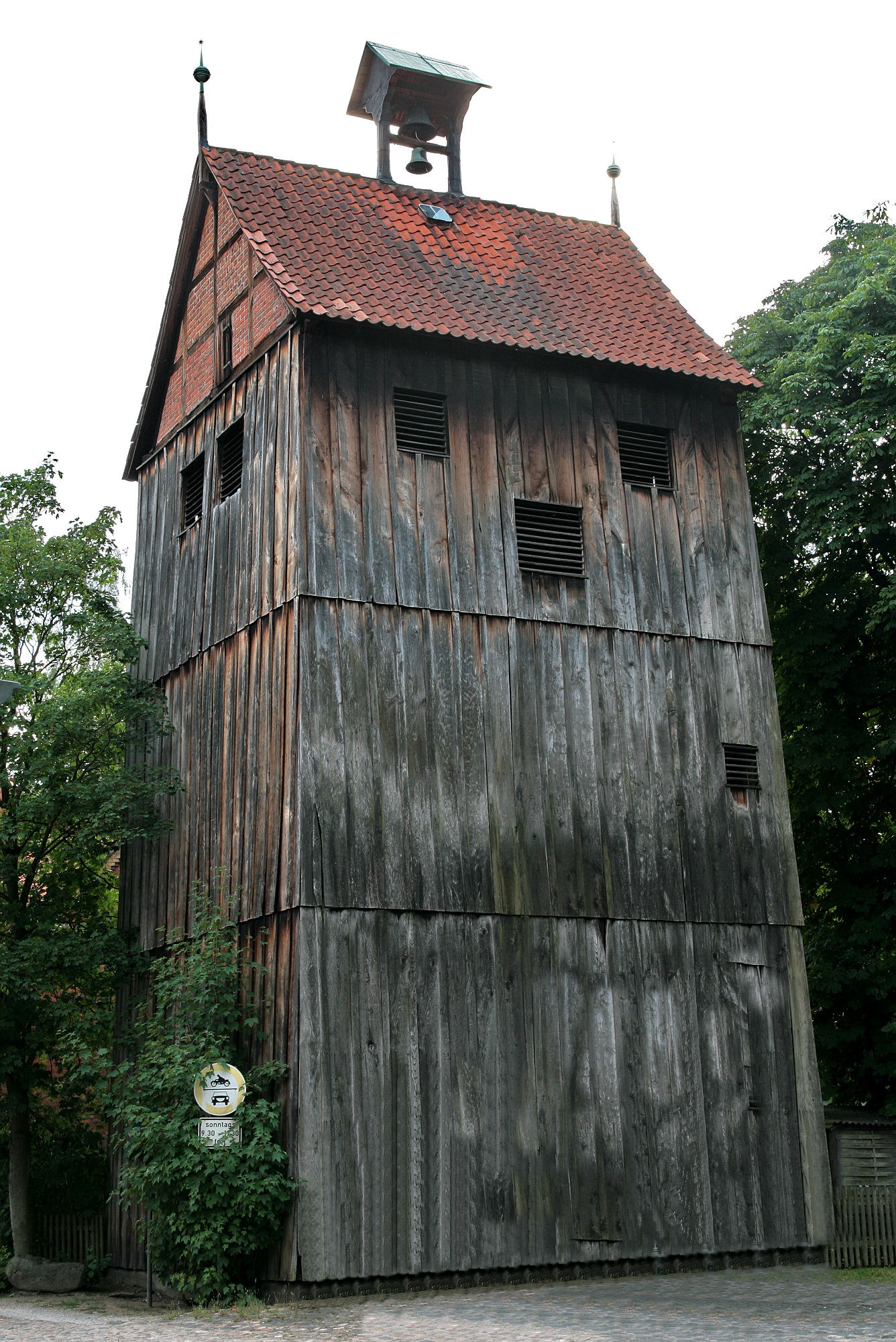
Klokkentoren Mariakerk in het dorp

In Wienhausen bevindt zich sinds omstreeks 1230 het klooster Wienhausen. Het is gesticht door Agnes van Landsberg, dochter van Koenraad II van Lausitz en tweede echtgenote van Hendrik V van Brunswijk. Zij is er na haar dood  ook begraven. Het bezit een kleine, maar belangrijke bibliotheek, waarin zich o.a. het Wienhauser Liedboek (1470) bevindt, alsmede  een collectie 14e en 15e-eeuwse wandtapijten, die wereldberoemd is. In dit klooster vond men in 1953 een uit de veertiende eeuw afkomstig brilmontuur, dat sindsdien in het klooster wordt bewaard. Zover bekend is het de oudste bril ter wereld. Het klooster werd in  1528 na de Reformatie omgezet in een wereldlijk sticht en in de Napoleontische tijd  geseculariseerd en is sedertdien overheidseigendom. 
Het klooster is te bezichtigen. Rondleidingen worden gegeven in Platduits, Hoogduits, Engels, Spaans en Frans.
Sinds 2011 draagt de gemeente Wienhausen de titel Klostergemeinde.
Wienhausen heeft een jumelage met Portbail in Frankrijk.
- Gemeinsame Normdatei: 4066038-2
- International Standard Name Identifier: 0000 0004 1789 7360
- Library of Congress Control Number: nr89005031
- MusicBrainz: 499808e7-d716-4d51-b6c7-a07777d8fff1
- Nationale Bibliotheek van Tsjechië: ge704553
- Nationale Bibliotheek van Israël: 987007538018605171
- Virtual International Authority File: 149359610
- WorldCat: E39PBJpdTPFtChCMhj8tq9BXVC

Adelheidsdorf ·
Ahnsbeck ·
Beedenbostel ·
Bergen ·
Bröckel ·
Celle ·
Eicklingen ·
Eldingen ·
Eschede ·
Faßberg ·
Hambühren ·
Hohne ·
Lachendorf ·
Langlingen ·
Lohheide (gemeentevrij gebied) ·
Nienhagen ·
Südheide ·
Wathlingen ·
Wienhausen ·
Wietze ·
Winsen (Aller)